# Alessio De Paolis
Alessio De Paolis (Roma (Laci), 5 de març, 1893 - Nova York, 9 de març, 1964), va ser un tenor americà naturalitzat italià, actiu a Itàlia i als Estats Units on entre 1938 i 1964 va actuar en 1555 representacions al Metropolitan Opera.

## Biografia
Va estudiar cant a l'Acadèmia de Santa Cecilia de Roma amb Pio Di Pietro. Va debutar al "Teatre Comunale" de Bolonya el 1919 en el paper del duc de Màntua (Rigoletto de Giuseppe Verdi). Va cantar el 1921 el paper de Fenton (Falstaff de Giuseppe Verdi) amb Elvira Casazza, Mariano Stabile (cantant) i Ernesto Badini a la nit d'obertura de la nova direcció d'Arturo Toscanini al "Teatro alla Scala" de Milà.
Al Teatre Costanzi de Roma el 1923 va ser Almaviva a El barber de Sevilla (Rossini) dirigida per Gabriele Santini amb Riccardo Stracciari i Don Fernan a Cristoforo Colombo d'Alberto Franchetti dirigida per Vittorio Gui amb Ester Mazzoleni, el 1924 Rodolfo a La bohème amb Maria Zamboni i Tancredi Pasero i va ser Fenton a Falstaff i el 1925 Rinuccio a Gianni Schicchi.
El 1927 va ser Florindo a l'estrena mundial de Basi e Bote d'Arrigo Boito, al Teatre Argentina de Roma. Al Teatre La Fenice de Venècia el 1927 va ser Lindoro a L'italiana in Algeri amb Vincenzo Bettoni i Elvino a La sonnambula. Al "Teatro Regio" de Torí el 1928 va ser Fenton a Falstaff dirigit per Franco Capuana amb Francesco Dominici i el 1929 Fra Diavolo. Al "Teatro Comunale" (Florència) l'any 1930 va ser Lindoro a L'Italiana in Algeri amb Concepció Supervia.
El 1931 De Paolis va ser el primer intèrpret de Monsieur Le Bleau a La vedova scaltra d'Ermanno Wolf-Ferrari i el 1936 el primer intèrpret de Christian a Cyrano de Bergerac de Franco Alfano. Després de diverses temporades com a primer tenor a La Scala, i també en altres teatres italians, es va dedicar als papers de personatges i es va convertir en un dels cantants de suport més importants del seu temps. Com a tal va cantar al Metropolitan Opera des de desembre de 1938 fent el seu debut com a Cassio a Otello dirigit per Ettore Panizza amb Giovanni Martinelli (tenor), Maria Caniglia i Lawrence Tibbett fins al 5 de març de 1964 interpretant 51 papers diferents, principalment de l'italià, i repertori francès, fins a arribar a 1555 actuacions.
Va morir en un accident de cotxe al barri de Queens a Nova York, on havia viscut durant uns trenta anys (a Manhasset), el 9 de març de 1964.

## Repertori
| Rol                            | Títol                          | Autor                   |
| ------------------------------ | ------------------------------ | ----------------------- |
| Christian                      | Cyrano de Bergerac             | Franco Alfano           |
| Fra Diavolo                    | Fra Diavolo                    | Auber                   |
| Elvino                         | La sonnambula                  | Vincenzo Bellini        |
| Flavio                         | Norma                          | Bellini                 |
| Remendado                      | Carmen                         | Bizet                   |
| Nottambulo                     | Louise                         | Charpentier             |
| Abate di Chazeul               | Adriana Lecouvreur             | Cilea                   |
| Lord Arturo                    | Lucia di Lammermoor            | Donizetti               |
| Il Notaio                      | Don Pasquale                   | Donizetti               |
| Don Fernando                   | Cristoforo Colombo             | Franchetti              |
| L'Incredibile                  | Andrea Chénier                 | Giordano                |
| Despréaux                      | Madame Sans-Gêne               | Giordano                |
| Gabriello Chiaramantesi        | La cena delle beffe            | Giordano                |
| Evandro                        | Alceste                        | Gluck                   |
| Beppe                          | I pagliacci                    | Leoncavallo             |
| Cenciaiolo                     | Iris                           | Mascagni                |
| Arlecchino                     | Le maschere                    | Mascagni                |
| Guillot Morfontaine            | Manon                          | Massenet                |
| Don Alvaro                     | L'africana                     | Meyerbeer               |
| Flaminio                       | L'amore dei tre re             | Montemezzi              |
| Un pastore                     | Orfeo                          | Monteverdi              |
| Don Basilio                    | Le nozze di Figaro             | Mozart                  |
| Don Ottavio                    | Don Giovanni                   | Mozart                  |
| Monostato                      | La flauta màgica               | Mozart                  |
| Principe Šujskij               | Borís Godunov                  | Modest Mússorgski       |
| Franz Pitichinaccio Spalanzani | Les Contes d'Hoffmann          | Offenbach               |
| Vespone                        | La serva padrona               | Pergolesi               |
| Florindo                       | Basi e Bote                    | Pick-Mangiagalli        |
| Isèpo                          | La Gioconda                    | Ponchielli              |
| Edmondo Maestro di danza       | Manon Lescaut                  | Puccini                 |
| Alcindoro Rodolfo              | La bohème                      | Puccini                 |
| Spoletta                       | Tosca                          | Puccini                 |
| Goro                           | Madame Butterfly               | Puccini                 |
| Nick                           | La fanciulla del West          | Puccini                 |
| Tinca Venditore di canzonette  | Il tabarro                     | Puccini                 |
| Rinuccio Gherardo              | Gianni Schicchi                | Puccini                 |
| Pang Pong                      | Turandot                       | Puccini                 |
| Il Marinaio                    | Maria Egiziaca                 | Respighi                |
| Lando                          | Madonna Oretta                 | Riccitelli              |
| L'astrologo                    | El gall d'or                   | Nikolai Rimski-Kórsakov |
| Il Messaggero                  | Il Dibuk                       | Rocca                   |
| Lindoro                        | L'italiana in Algeri           | Rossini                 |
| Conte d'Almaviva Sergente      | El barber de Sevilla           | Rossini                 |
| Secondo filisteo Un messaggero | Samson et Dalila               | Saint-Saëns             |
| Un ebreo                       | Salome                         | Strauss                 |
| Valzacchi                      | Der Rosenkavalier              | Strauss                 |
| Il Maggiordomo                 | Ariadne auf Naxos              | Strauss                 |
| L'Adolescente                  | Die Frau ohne Schatten         | Strauss                 |
| Laerte                         | Mignon                         | Thomas                  |
| Duca di Mantova Borsa          | Rigoletto                      | Verdi                   |
| Un messaggero                  | Il trovatore                   | Verdi                   |
| Gastone                        | La traviata                    | Verdi                   |
| Un giudice                     | Un ballo in maschera           | Verdi                   |
| Trabuco                        | La forza del destino           | Verdi                   |
| Araldo reale                   | Don Carlo                      | Verdi                   |
| Cassio                         | Otello                         | Verdi                   |
| Fenton                         | Falstaff                       | Verdi                   |
| Mime                           | Das Rheingold                  | Wagner                  |
| Un pastore                     | Tristan und Isolde             | Wagner                  |
| David Zorn                     | Die Meistersinger von Nürnberg | Wagner                  |
| Mime                           | Siegfried                      | Wagner                  |
| Monsieur Le Bleau              | La vedova scaltra              | Wolf-Ferrari            |
| Dona Pasqua                    | Il campiello                   | Wolf-Ferrari            |
| Filipeto                       | I quatro rusteghi              | Wolf-Ferrari            |
| Frulla                         | La farsa amorosa               | Zandonai                |
| Cantatore                      | Giulietta e Romeo              | Zandonai                |
| Liecrona                       | I cavalieri di Ekebù           | Zandonai                |

## Discografia
- Berg: Wozzeck (Live In New York 1959) - Karl Böhm/Hermann Uhde/Eleanor Steber/Kurt Baum/Charles Anthony Caruso, 1959 Walhall
- Bizet, Carmen - Lily Djanel/Mack Harrell/Metropolitan Opera Chorus & Orchestra/Sir Thomas Beecham/Raoul Jobin/Licia Albanese/Leonard Warren/Helen Olheim/Thelma Votipka/Lorenzo Alvary/George Cehanovsky/Alessio De Paolis, 1943 Walhall
- Bizet, Carmen - Licia Albanese/Jan Peerce/Risë Stevens/Margaret Roggero/George Cehanovsky/Robert Merrill/Hugh Thompson/Paula Lenchner/Robert Shaw Chorale/Fritz Reiner/RCA Victor Orchestra/Alessio De Paolis/Osie Hawkins, 1951 Naxos
- Giordano: Andrea Chénier (en directe) - Renata Tebaldi/Richard Tucker/Ettore Bastianini/Metropolitan Opera/Fausto Cleva, 1960 MYTO Històric
- Massenet: Manon - Licia Albanese/Giuseppe Di Stefano/Jerome Hines/Fausto Cleva/Metropolitan Opera, 1951 Archipel - Walhall
- Mozart: The Marriage of Figaro - Fritz Busch/Eleanor Steber/Bidu Sayão/Jarmila Novotná/John Brownlee/Italo Tajo/Claramae Turner/Salvatore Baccaloni/Alessio De Paolis/Leslie Chabay/Anne Bollinger/Lorenzo Alvary/Thelma Raymondi//Lillian Raymondi/ Metropolitan Opera, 1949 Archipel - Walhall
- Offenbach, La Perichole - Patrice Munsel/Rosalind Elias/Cyril Ritchard/Theodore Uppman/Paul Franke/Heidi Krall/Madelaine Chambers/Metropolitan Opera Orchestra & Chorus/Calvin Marsh/Ralph Herbert/Charles Anthony Caruso/Jean Morel/Alessio De Paolis, 1957 Naxos
- Offenbach: The Tales of Hoffmann (Òpera metropolitana) - Pierre Monteux/Roberta Peters/Rise Stevens/Lucine Amara/Martial Singher/Richard Tucker, 1955 Sony
- Ponchielli: La Gioconda (Enregistrament en directe Nova York 20.04.1957) - Metropolitan Opera/Fausto Cleva/Gianni Poggi/Zinka Milanov/Leonard Warren/Cesare Siepi, Archipel
- Puccini: Madama Butterfly - Metropolitan Opera Orchestra & Chorus/Dimitri Mitropoulos/Dorothy Kirsten/Daniele Barioni/Clifford Harvnot/Mildred Miller/Madeline Chambers/Alessio De Paolis/Osie Hawkins/Calvin Marsh, 1945 Global Village/Living Stage
- Puccini: Tosca (en directe) - Grace Moore/Metropolitan Opera Chorus & Orchestra/Cesare Sodero/Jan Peerce/Lawrence Tibbett/Lorenzo Alvary/Salvatore Baccaloni/Alessio De Paolis/George Cehanovsky/John Baker/Mona Paulee, 1946 Walhall
- Puccini: Turandot - Birgit Nilsson/Franco Corelli/Anna Moffo/Bonaldo Giaiotti/Leopold Stokowski/Metropolitan Opera Orchestra & Chorus, 1961 Milan Records
- Puccini: Manon Lescaut (Nova York 1956) - Metropolitan Opera/Dimitri Mitropoulos/Licia Albanese/Jussi Björling/Fernando Corena, Archipel
- Strauss R.: The Rosenkavalier (Enregistraments en directe 1946) - Irene Jessner/Alessio De Paolis/Hertha Glaz/Thomas Hayward/Anthony Marlowe/Walter Olitzki/Lodovico Oliviero/Mona Paulee/Gerhard Pechner/Lillian Raymondi/Thelman Stelliman/Maxman Votipka/George Szell/Metropolitan Opera Orchestra & Chorus/Jarmila Novotna/Thelma Altman/Lorenzo Alvary/Ludwig Burgstaller/Edward Caton/Nadine Conner/Emery Darcy, Walhall
- Verdi: La traviata (en directe) - Renata Tebaldi/James McCracken/Osie Hawkins/Metropolitan Opera Chorus & Orchestra/Fausto Cleva/Giuseppe Campora/Leonard Warren/Helen Vanni/Alessio De Paolis/Calvin Marsh/George Cehanovsky/Clifford Harvuot/Emilia Cundari/ , 1957 Walhall
- Verdi: Otello - George Szell/Torsten Ralf/Stella Roman/Leonard Warren/Chorus and Orchestra of the Metropolitan Opera, 1946 Archipelago - Walhalla
- Verdi: Falstaff - Leonard Warren/Regina Resnik/Giuseppe Valdengo/Cloe Elmo/Licia Albanese/Giuseppe Di Stefano/Metropolitan Opera/Fritz Reiner, 1949 Sony
- Wagner: Die Meistersinger - Fritz Reiner/Metropolitan Opera Orchestra & Chorus/Hans Hopf/Victoria de los Ángeles/Hertha Glaz/Richard Holm/Josef Greindl/Paul Schöffler/Thomas Hayward/Gerhard Pechner/Algerd Brazis/Mack Harrell/Osie Hawk/Aless De Paolis/Joseph Folmer/Emery Darcy/Lorenzo Alvary/Lawrence Davidson/Clifford Harvuot, 1953 Sony